# Wilhelm Strüvy
Wilhelm Strüvy (* 14. März 1886 in Sperlings; † 4. Dezember 1962 in Lübeck) war ein deutscher Offizier, Landwirt und Agrarpolitiker.

## Leben
Als Sohn des gleichnamigen Rittergutsbesitzers und Amtsvorstehers in Peisten wurde Wilhelm Strüvy im Kadettenkorps erzogen. 1905 trat er in die Preußische Armee. Nachdem er am 23. November 1909 als Leutnant im 1. Masurischen Feldartillerie-Regiment Nr. 73 Gertrud Schleenstein, eine Tochter des Regimentskommandeurs in Allenstein, geheiratet hatte, nahm er seinen Abschied und übernahm die Güter Groß~ und Klein Peisten, Worlack und Powarschen im Landkreis Preußisch Eylau. Bei Ausbruch des Ersten Weltkrieges wurde er wieder Soldat und kämpfte in der Schlacht an den Masurischen Seen, in der Schlacht bei Tannenberg und im Westfeldzug. Er wurde mit beiden Klassen des Eisernen Kreuzes sowie dem Ritterkreuz des Königlichen Hausordens von Hohenzollern mit Schwertern ausgezeichnet.
In der Weimarer Republik unterstützte er mit seinen Betrieben die Siedlungspolitik. Ehrenamtlich in Genossenschaften und Landwirtschaftskammern engagiert, wurde er zum Vorsitzenden des Ostpreußischen Land- und Forstwirtschaftsverbandes gewählt. Der Verband umfasste etwa 60 % der ostpreußischen Landwirte mit mehr als 5 ha Grundbesitz. Strüvy, parteipolitisch neutral, sah sie durch die Agrarpolitik des Reichs benachteiligt. In Ostpreußens großer Agrarkrise Ende der 1920er Jahre half er seinem Freund Paul von Hindenburg bei der Strukturierung der  Osthilfe.
Strüvy wurde 1933 Generallandschaftsrat der Ostpreußischen Generallandschaftsdirektion. In den Zweiten Weltkrieg zog er als Bataillonskommandeur einer schweren Artillerie-Abteilung und kämpfte beim Überfall auf Polen und im Westfeldzug. In den Kämpfen in Ostpreußen 1944/1945 geriet er als Oberstleutnant aus dem Kessel Heiligenbeil in die Festung Königsberg. Die vom Festungskommandanten Otto Lasch angebotene Evakuierung lehnte er ab: „Wenn die Provinz fällt, kann ich auch fallen“. Ausgezeichnet mit den Wiederholungsspangen zum Eisernen Kreuz, ging Strüvy in sowjetische Kriegsgefangenschaft und wurde in das Klosterlager 97B in Jelabuga verbracht. Sein ältester Sohn war in Ostpreußen gefallen.
Weihnachten 1949 entlassen, kam Strüvy wie viele Ostpreußen nach Schleswig-Holstein und verdiente den Lebensunterhalt als landwirtschaftlicher Berater im Raum Eckernförde. 1950 wählte ihn die Landsmannschaft Ostpreußen in den Geschäftsführenden Vorstand. Über zehn Jahre war er neben Alfred Gille ihr stellvertretender Sprecher. Das Innenministerium Schleswig-Holstein und das Bundesministerium des Innern beriefen ihn 1953 zum Leiter der Heimatauskunftstelle für den Regierungsbezirk Königsberg und die anderen zehn Heimatauskunftstellen in Lübeck. Er sorgte für die korrekte Durchführung des Lastenausgleichsgesetzes. Zu seinem 70. Geburtstag verlieh ihm Ministerpräsident Kai-Uwe von Hassel im Rathaus in Lübeck das Große Bundesverdienstkreuz.
1959 feierte er in Lübecks St.-Jürgen-Kapelle die Goldene Hochzeit. Strüvy war Inhaber des Preußenschildes.